# Aira scoparia
Aira scoparia är en gräsart som beskrevs av Adamovic. Aira scoparia ingår i släktet småtåtlar, och familjen gräs. Inga underarter finns listade i Catalogue of Life.